# モーリタニア海軍艦艇一覧
モーリタニア海軍艦艇一覧は、モーリタニア・イスラム共和国海軍が過去保有した、または現在保有する、または将来保有する予定の、未完成・計画中止を含めた歴代艦艇一覧である。
凡例

## 現有勢力（2024年現在）
- 国防予算：2億2900万ドル[1]
- 海軍人員：700名[1]
- 艦船隻数：6隻（排水量20t以上）[1]

哨戒艇×5
中型揚陸艦×1
- 航空機数：2機[1]

陸上固定翼機×2
- コースト・ガード：船艇2隻[1]

## 艦艇一覧（近代海軍）

### 哨戒艦艇
- リマン・エル・ハドラミ級哨戒艇 - 1隻

リマン・エル・ハドラミ (P-601 Liman El Hadrami)
- 測量/調査艇×2